# أحمد الرويسي
أحمد بن محمد بن محمد الرويسي المدعو أبو زكرياء التونسي (1967-2015) جهادي تونسي من أبرز المطلوبين لدى المصالح الأمنية والقضائية في تونس على خلفية اتهامه في عملية اغتيال كل من محمد براهمي وشكري بلعيد.

## النشأة
ولد أحمد الرويسي في 13 أكتوبر 1967 بتونس من والديه محمد بن محمد الرويسي وطاوس الورتاني
تنقل إلى سوريا بغرض الدراسة ثم عاد إلى تونس وعمل كمدير عام في إحدى الشركات

## الإنخراط في السلفية الجهادية
بعد عودته إلى تونس انضم أحمد الرويسي إلى جماعة أنصار الشريعة.
وفي يوليو 2013، بعد أيام من اغتيال محمد البراهمي، أشار وزير الداخلية التونسي لطفي بن جدو ان أحمد الرويسي متورط في اغتيال محمد براهمي وقبله شكري بلعيد وورد اسمه رفقة تسعة مطلوبين آخرين 
في أغسطس 2014 أُعلن عن اعتقال أحمد الرويسي في ليبيا 

## مقتله
في يوم السبت 14 مارس 2015 قُتل أحمد الرويسي في اشتباك مسلح بين عناصر من الدولة الإسلامية التي ينتمي إليها أحمد الرويسي ومليشيات فجر ليبيا على بعد 70 كلمتر عن مدينة سرت 
بعد مقتله نعاه موقع (إفريقية للإعلام) الذي يعنى بشؤون الجهاديين بتونس، وذكر بيان النعي -الذي نُشر عبر مواقع التواصل والمنتديات الجهادية- مساهماته في الإعداد والمشاركة في الأعمال الجهادية حيث كان مسؤول عن إعداد المعسكرات في ليبيا وتمويلها وٱستقطاب المقاتلين الجُدد بالإضافة إلى شراء وإدخال السلاح إلى تونس.